# Offensive de Qayyarah
Seconde guerre civile irakienne
L'offensive de Qayyarah est une opération militaire lancée le 24 mars 2016 par les forces gouvernementales irakiennes contre les djihadistes de l'État islamique, lors la seconde guerre civile irakienne,. Cette offensive se veut comme étant la première étape de la reconquête de Mossoul, occupée par les djihadistes depuis 2014. L'armée irakienne reprend la base militaire de Qayyarah le 9 juillet, puis la ville le 25 août.

## Déroulement
L'offensive est lancée depuis la base de Makhmour, à 30 kilomètres l'est de Qayyarah. Elle est menée par la 15e division de l'armée irakienne commandée le général Najim al-Jibouri, forte de 4 500 à 6 000 hommes, elle est épaulée des miliciens des tribus arabes sunnites, 200 Marines américains et les forces aériennes de la coalition. 
Au cours des premières semaines, l'armée irakienne reprend plusieurs villages à l'ouest de Makhmour, et notamment le village de Kudilah, théâtre d'une violente bataille en février 2016,. Mais à la mi-mai, l'offensive est au point mort.

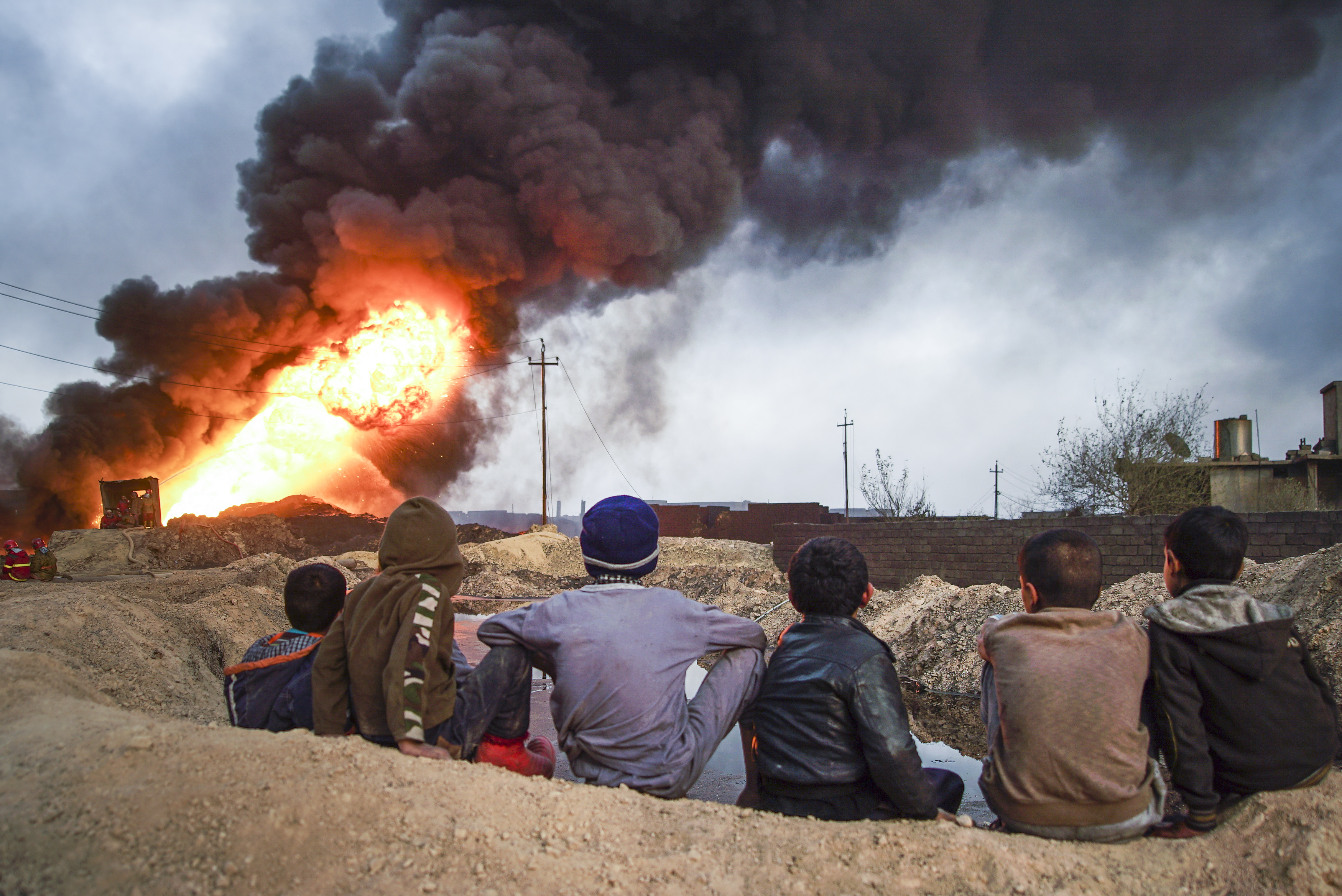
Des enfants observant l'incendie d'un puits de pétrole à Qayyarah, 9 novembre 2016.

Le 12 juin, l'armée irakienne reprend son offensive et attaque les positions djihadistes au niveau du village de Hadj Ali. Elle a alors progressé d'une quinzaine de kilomètres en trois mois. Le soir du 4 juillet, elle s'empare de sept villages du secteur de Hadj Ali et atteint la rive est du Tigre et les abords de la ville de Qayyarah, située de l'autre côté du fleuve. 
Le 9 juillet, venues du sud, des unités de la 72e division parcourent 40 kilomètres dans le désert sur la rive ouest du Tigre, elles contournent les positions de l'EI par l'est, notamment la ville d'Al-Charqat, puis elles s'emparent de la base aérienne de Qayyarah, située à une vingtaine de kilomètres à l'ouest de la ville. Le 15 juillet, la 15e division dresse un pont sur le Tigre, ce qui lui permet de faire sa jonction avec les forces de la 72e division.
Le 23 août, l'armée irakienne reprend son offensive, cette fois-ci en direction de la ville de Qayyarah,. La veille, les djihadistes auraient tenté une attaque chimique au chlore pour freiner leur progression, mais sans succès. Les forces irakiennes attaquent par l'est et par l'ouest, plusieurs villages autour de la ville sont rapidement reconquis. Elles pénètrent dans la ville dès le 23, puis atteignent le centre-ville le lendemain et le 25, Qayyarah est entièrement reprise. L'offensive finale est facilitée par un soulèvement armé des habitants contre les djihadistes,,. L'ultime résistance de l'État islamique a lieu dans l'hôpital de la ville, les djihadistes qui le défendent sont tués jusqu'au dernier par les forces spéciales. Les autres combattants mettent le feu aux 13 puits de pétrole des environs — dont les incendies se maintiennent pendant des mois — avant de prendre la fuite,. Ils se replient sur le village d'al-Houdh, à 6 kilomètres, d'où ils bombardent parfois Qayyarah par des tirs de mortier.

## Suites
Une milice sunnite, la « mobilisation tribale », se forme à Qayyarah pour sécuriser la ville aux côtés de l'armée irakienne.
Selon Human Rights Watch, en septembre et octobre 2016 l'État islamique mène au moins trois attaques chimique au gaz moutarde contre Qayyarah, faisant au moins sept blessés.
L'incendie des puits de pétrole par les djihadistes et l'explosion d'une usine de sulfure le 20 octobre 2016 provoquent aussi des pathologies respiratoires pour de nombreux habitants.

### Vidéographie
- Euronews, « Reportage inédit au cœur de la guerre contre l’État Islamique en Irak, avec notre envoyé spécial » [vidéo], sur youtube, 25 avril 2016.
- France 24, « L'armée irakienne reprend la ville de Qayyarah aux mains du groupe État islamique » [vidéo], sur youtube, 26 août 2016.
- « Irak : Qayyarah, ville stratégique pour la bataille de Mossoul » [vidéo], France info, 13 octobre 2016.